# Łysa Góra (Beskid Niski)
Łysa Góra (641 m n.p.m.) – szczyt górski w Beskidzie Niskim, w paśmie Beskidu Dukielskiego, nad prawym brzegiem Wisłoki, na południowy zachód od wsi o tej samej nazwie. Znajduje się na grzbiecie pomiędzy Grzywacką Górą a Polaną.
Łysa Góra ma 2 kulminacje (wierzchołki) o wysokościach 641 (wierzchołek zachodni) i 628 (wierzchołek wschodni) m n.p.m., oddalone od siebie o ok. 0,5 km.
Blisko szczytu można znaleźć ślady niemieckich okopów z II wojny światowej.
Na północnych stokach góry (nad wsią Łysa Góra) znajduje się Wilcza Kapliczka.
W paśmie Łysej Góry, w pobliżu wierzchołka, znajduje się rezerwat przyrody Łysa Góra.
Podobnie do sąsiednich wierzchołków, z Łysej Góry dobrze widoczna jest panorama na okoliczne pasma, szczególnie Beskid Dukielski.
Szczyt zaliczony do Korony Beskidu Niskiego.

## Piesze szlaki turystyczne
- Kamień (714 m n.p.m.) – Kąty – Grzywacka Góra (567 m n.p.m.) – Łysa Góra (641 m n.p.m.) – Polana (651 m n.p.m.) – Chyrowa – Pustelnia Św. Jana z Dukli (Główny Szlak Beskidzki)